# شالی‌آباد (پیرانشهر)
شالی آباد، روستایی است از توابع بخش مرکزی و در شهرستان پیرانشهر استان آذربایجان غربی ایران.

## جمعیت
این روستا در دهستان منگور غربی قرار داشته و بر اساس سرشماری سال ۱۳۸۵ جمعیت آن ۱۰۰ نفر (۱۵ خانوار)
بوده‌است، ولی الان تقریبا به ۲۰ نفر کاهش یافته است..